# Andrzej Walas
Andrzej Walas (ur. 5 lutego 1957 w Łodzi, zm. 26 maja 2025) – polski rugbista i szermierz, reprezentant Polski i Lechii Gdańsk oraz i kolekcjoner sztuki.

## Życiorys
W latach 1972–1980 trenował szermierkę, początkowo w Kolejarzu Łódź, który reprezentował jako junior. Następnie Studiował na Akademii Wychowania Fizycznego w Gdańsku, gdzie reprezentował AZS WSWF Gdańsk. W latach 1981–1999 grał w sekcji rugby Lechii Gdańsk, w której rozegrał 212 spotkań ligowych, zdobywając 97 punktów oraz rozgrywając 35 spotkań pucharowych, w których zdobył 23 punkty. Początkowo grał w II i III linii, następnie został filarem młyna oraz kapitanem drużyny.
W reprezentacji Polski zadebiutował 23 sierpnia 1985 r. w meczu Polska – Czechosłowacja, rozgrywanym w Moskwie, zakończonym zwycięstwem 49:5. Łącznie w reprezentacji wystąpił w 31 meczach, zdobył 25 punktów. W barwach Lechii rozegrał blisko 250 meczów i zdobył ponad 100 punktów. Pod koniec życia prowadził kantor wymiany walut w Sopocie.
Został pochowany na Cmentarzu Komunalnym w Sopocie.

## Kolekcjonerstwo
Kolekcjonował początkowo gdańskie znaczki i monety, z czasem interesując się twórczością związanych z Gdańskiem niemieckich malarzy. Ich twórczość odnajdywał na targach, jarmarkach św. Dominika i antykwariatach oraz w domach aukcyjnych. Z czasem zaczął kolekcjonować meble, porcelanę i ceramikę.
Jego kolekcja dzieł sztuki obejmuje około 1 tys. eksponatów, w tym obrazów, grafik, ceramiki, sztućców, naczyń, mebli i literatury, które to były wielokrotnie prezentowane w muzeach i galeriach w Trójmieście oraz w Nadbałtyckim Centrum Kultury. W jego zbiorach znalazła się twórczość artystów takich jak: Arthur Bendrat, August von Brandis, Carl Eduard Detloff, Julius Gottheil, Carl Theobald Gregorovius, Berthold Hellingrath, Eduard Hildebrandt, Aleksander Wilhelm Meyerheim, Friedrich Eduard Meyerheim, Karl Gustav Rodde, Alfred Scherres, Carl Scherres, Johann Karl Schultz i Bernhard Sturmhoefel.

## Wyróżnienia
- 2023: Dyplom Ministerstwa Kultury i Dziedzictwa Narodowego, za odzyskanie i przekazanie do Muzeum Narodowego w Gdańsku obrazu „Kanał portowy” autorstwa Arthura Bendrata, który zaginął podczas II wojny światowej[1].

## Sukcesy w rugby
- Mistrzostwo Polski (x4): 1994, 1995, 1996 1998,
- Wicemistrzostwo Polski (x5): 1985, 1986, 1991, 1993, 1997,
- III miejsce Mistrzostw Polski (x3): 1987, 1988, 1999,
- Zdobywca Pucharu Polski (x4): 1984, 1986, 1994, 1996[1]